# Pionosyllis divaricata
Pionosyllis divaricata är en ringmaskart som först beskrevs av Wilhelm Moritz Keferstein 1862.  Pionosyllis divaricata ingår i släktet Pionosyllis och familjen Syllidae. Arten har ej påträffats i Sverige. Inga underarter finns listade i Catalogue of Life.